# Scythris alseriella
Scythris alseriella is een vlinder uit de familie dikkopmotten (Scythrididae). De wetenschappelijke naam is voor het eerst geldig gepubliceerd in 1879 door Turati.
De soort komt voor in Europa.